# Robert Byrne - Bobby Fischer, New York, 1963
Cet article utilise la notation algébrique pour décrire des coups du jeu d'échecs.
Robert Byrne - Bobby Fischer, New York, 1963 est une célèbre partie d'échecs disputée entre Robert Byrne avec les pièces blanches et Bobby Fischer (noirs) lors du Championnat des États-Unis 1963. Cette partie a gagné le Premier prix de beauté du Championnat. Elle est classée 23ème dans le livre d'Andrew Soltis The 100 Best Chess Games, of the 20th Century (ranked). Le Maître international Robert E Burger juge que cette partie est une des « parties immortelles de Fischer ».

## Historique
Bobby Fischer avait déjà remporté les cinq championnats précédents auxquels il avait participé et il a répondu cette fois aussi à toutes les attentes concernant sa performance en réalisant un score parfait de onze victoires sur onze parties disputées. Robert Byrne termina 6e avec 5 points et demi. Il prit son unique revanche contre Fischer 2 ans plus tard, toujours au Championnat U.S.. Son score contre Fischer s'établit à +1 -2 =6.

## La partie
Robert Byrne - Bobby Fischer, New York, Championnat des États-Unis 1963,
ouverture : défense néo-Grünfeld (les Blancs ne jouent pas 3. Cc3 mais 3. g3)
1. d4 Cf6 2. c4 g6 3. g3 c6 4. Fg2 d5 5. cxd5 cxd5 6. Cc3 Fg7 7. e3? « Un inconvénient de ce coup est la faiblesse des Blancs sur les cases blanches. » (f3 et d3) 7...0-0 8. Cge2 Cc6 9. 0-0 Byrne dans le numéro de juin 1964 de Chess Life : « Après la partie, plusieurs personnes ont suggéré 9. Cf4 afin d'éviter la catastrophe qui m'atteindra bientôt. Mais je voulais conserver une flexibilité maximale à ce stade, pensant qu'une opportunité pour f3 et e4 pourrait se présenter lorsque le Cavalier-roi serait nécessaire en e2. C'est juste cette idée de la flexibilité du développement des Blancs qui m'a amené à penser que les Blancs s'en sortaient mieux. » 9...b6 10. b3 Fa6 11. Fa3 {K.F. Kirby, éditeur du South African Chess Quarterly : « Après le 11e coup, je pouvais juger que la position des Blancs était légèrement supérieure et, dans le pire des cas, tout à fait sans danger. Transformer cette position en une position de mat en 11 coups de plus appartient plus au domaine de la sorcellerie qu'à celui des échecs! »} ; {Face à un adversaire qu'il redoute, Robert Byrne a choisi une ouverture symétrique ultra-annulante, mais Fischer va rompre fermement la symétrie avec son 12e coup.} 11...Te8 12. Dd2 « 12. Tc1 menaçant 13. Cxd5 était meilleur. » 12...e5! « Ce coup était risqué et a exigé une analyse approfondie pour valider son bien-fondé » ; {12...e6 aurait probablement conduit à une partie nulle, mais la partie présente illustre la volonté implacable de Fischer de gagner} 13. dxe5 « Si les Blancs jouent passivement 13. Tac1, les Noirs sont clairement mieux après 13...exd4 14. exd4 Tc8 . » 13...Cxe5 14. Tfd1? « La faiblesse des Blancs sur cases blanches est criante, et ils viennent de se créer une nouvelle faiblesse en f2. Il aurait été meilleur de jouer 14. Tad1. » ; John Nunn : « C'est vraiment un cas de "la mauvaise tour". On peut comprendre le désir de Byrne de se défaire du clouage du Cavalier e2, mais cela s'avère moins important que d'autres considérations. Fischer passe beaucoup de temps et d'énergie à analyser le supérieur 14. Tad1!, mais arrive toujours à la conclusion que les noirs peuvent garder l'avantage. » (par 14...Dc8!) 14...Cd3! « Les Noirs profitent de la faiblesse des Blancs en d3. Le Cavalier empêche l'utilisation par les Blancs de la colonne d, attaque leur case faible f2 et sera comme une épine dans leur pied à moins qu'ils ne fassent quelque chose pour le déloger. Les Noirs menacent maintenant de mettre en jeu puissamment leur autre cavalier et d'ouvrir la diagonale a1-h8 pour leur fou avec 15...Ce4. » 15. Dc2? {Ce coup permet le coup ultérieur 17...Cxe3} ; « Le coup horrible à voir 15. f3 aurait été meilleur au vu de la suite de la partie. » ; cependant, Fischer analyse : {15. f3 Fh6 16. f4 Fg7!. La variante la meilleure qu'il semble donner porte sur 10 coups (!) : 15. Cf4 Ce4 16. Cxe4 dxe4 17. Tab1 Tc8 18. Cxd3 Fc3! 19. De2 Fxd3 20. Dg4 f5 21. Dh3 Fxb1! 22. Txd8 Texd8 23. Ff1 Td1 24. Rg2 Fd3! 25. Fxd3 exd3 et gagne} ; {dans cette dernière variante, Robert Hübner suggère comme amélioration pour les Blancs 18. Fb4! au lieu de 18. Cxd3} 15...Cxf2 Fischer : « ! C'est la clé du coup précédent joué par les Noirs. La justification complète de ce sacrifice ne se montre pas avant que les Blancs n'abandonnent. » ; {La suite de coups est quasiment forcée, mais les failles dans le jeu de Byrne restent loin d'être évidentes, comme le démontre le commentaire du 18e coup des Noirs} 16. Rxf2 Cg4+ 17. Rg1 Cxe3 18. Dd2 Byrne: « Comme je réfléchissais pour comprendre pourquoi Fischer avait choisi une telle suite, vu que les Noirs étaient évidemment perdants, Fischer exécute tout à coup » 18...Cxg2 Fischer : « Retirer ce fou laisse les Blancs sans défense sur les cases blanches. » Byrne : « !! Ce coup éblouissant me fit un choc... La combinaison culminante était d'une telle profondeur qu'au moment même où j'abandonnais la partie, les deux Grands Maîtres qui adressaient leurs commentaires aux spectateurs, dans une autre salle, crurent que j'avais gagné! » ; Robert Byrne dans Chess Life and Review Annual 1964 : « ...soudain le coup brillant 18...Cxg2 !! Puis j'ai réalisé que Bobby n'était pas intéressé à gagner du matériel, mais que le Roi Blanc était l'objet de son attaque. Mais ce qui est presque étrange, c'est que, avec toutes leurs pièces si bien développées, les Blancs soient si totalement impuissants face à cela. » ; Fischer : « Retirer ce fou du jeu laisse les Blancs sans défense sur les cases blanches. » 19. Rxg2 d4! {Les Noirs préparent le retour du fou vers la diagonale b7-h1 qui est à présent vulnérable} 20. Cxd4 Fb7+ 21. Rf1 Dd7! 0-1 Les Blancs abandonnent car ils ne sont pas en mesure de parer la menace 22...Dh3+ (22...Dh3+ 23. Rg1 Te1+!! 24. Txe1 Fxd4! et le Mat suit).